# مینه‌سوتا وایکینگز

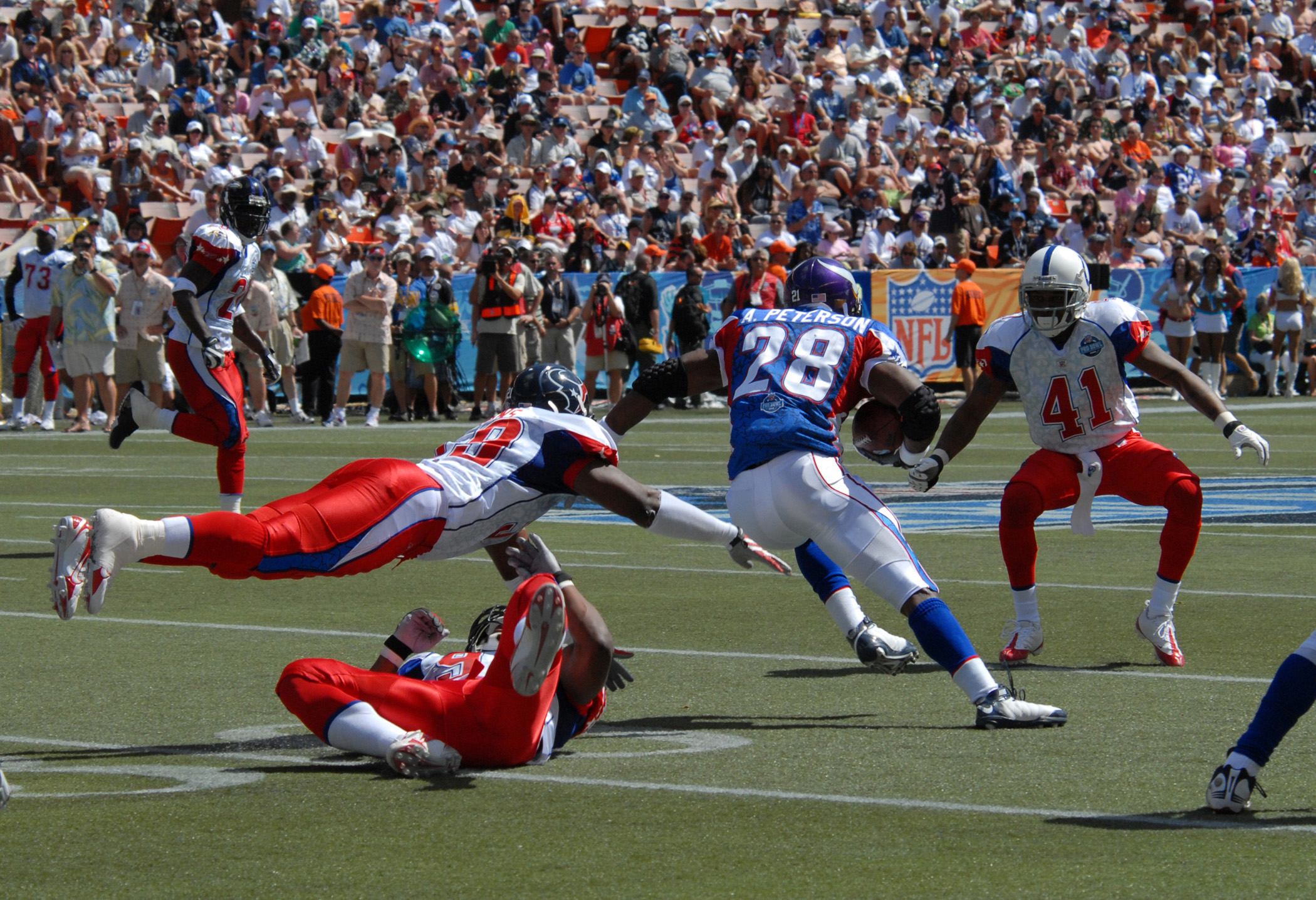

تیم فوتبال آمریکایی مینه‌سوتا وایکینگز (به انگلیسی: Minnesota Vikings) از مینیاپولیس در ایالت مینه‌سوتا می‌باشد.
این تیم عضو لیگ ملی فوتبال آمریکا است.
ورزشگاه خانه این تیم U.S. Bank Stadium نام دارد.

## وب‌گاه رسمی
- وبگاه رسمی تیم